# St. Michael (Minnesota)
St. Michael is een plaats (city) in de Amerikaanse staat Minnesota, en valt bestuurlijk gezien onder Wright County.

## Demografie
Bij de volkstelling in 2000 werd het aantal inwoners vastgesteld op 9099.

## Geografie
Volgens het United States Census Bureau beslaat de plaats een oppervlakte van
94,3 km², waarvan 84,3 km² land en 10,0 km² water.

## Plaatsen in de nabije omgeving
De onderstaande figuur toont nabijgelegen plaatsen in een straal van 16 km rond St. Michael.